# 23045 Sarahocken
23045 Sarahocken este un asteroid din centura principală de asteroizi.

## Descriere
23045 Sarahocken este un asteroid din centura principală de asteroizi. A fost descoperit pe 6 decembrie 1999 la Socorro, New Mexico, în cadrul proiectului LINEAR. Asteroidul prezintă o orbită caracterizată de o semiaxă mare de 2,86 ua, o excentricitate de 0,01 și o înclinație de 2,3° în raport cu ecliptica.